# Lednicki Park Krajobrazowy
Lednicki Park Krajobrazowy – park krajobrazowy w województwie wielkopolskim, położony na terenie gmin: Kiszkowo, Kłecko, Łubowo (powiat gnieźnieński) oraz Pobiedziska (powiat poznański). Został utworzony na podstawie uchwały Wojewódzkiej Rady Narodowej w Poznaniu z 26 maja 1988 roku dla ochrony cennych historycznie i krajobrazowo ziem wokół jeziora Lednica, będących kolebką państwa polskiego. Posiada kategorię V (ochrona krajobrazowa) Międzynarodowej Unii Ochrony Przyrody.
Powierzchnia parku wynosi 76,184 km²; nie posiada on otuliny.
Na krajobraz parku ukształtowany przez ostatnie zlodowacenie składają się równiny moreny dennej z pagórkami moreny czołowej i długie rynny polodowcowe wypełnione jeziorami, zajmującymi około 7% powierzchni obszaru chronionego. Niecałe 10% parku stanowią lasy, głównie bory sosnowe z domieszką świerka i gatunków liściastych. Większość pozostałych gruntów jest użytkowana rolniczo. Południową część kraju przecina droga krajowa nr 5 z Poznania do Bydgoszczy, oraz linia kolejowa nr 353 z Poznania do Inowrocławia (przystanek Lednogóra).
W granicach parku zlokalizowano około 350 stanowisk archeologicznych, w tym 4 grody:
- na Ostrowie Lednickim
- na wyspie Ledniczce (gródek stożkowaty)
- w Moraczewie
- w Imiołkach (gródek stożkowaty, wtórnie wykorzystany jako mogiła żołnierzy napoleońskich)

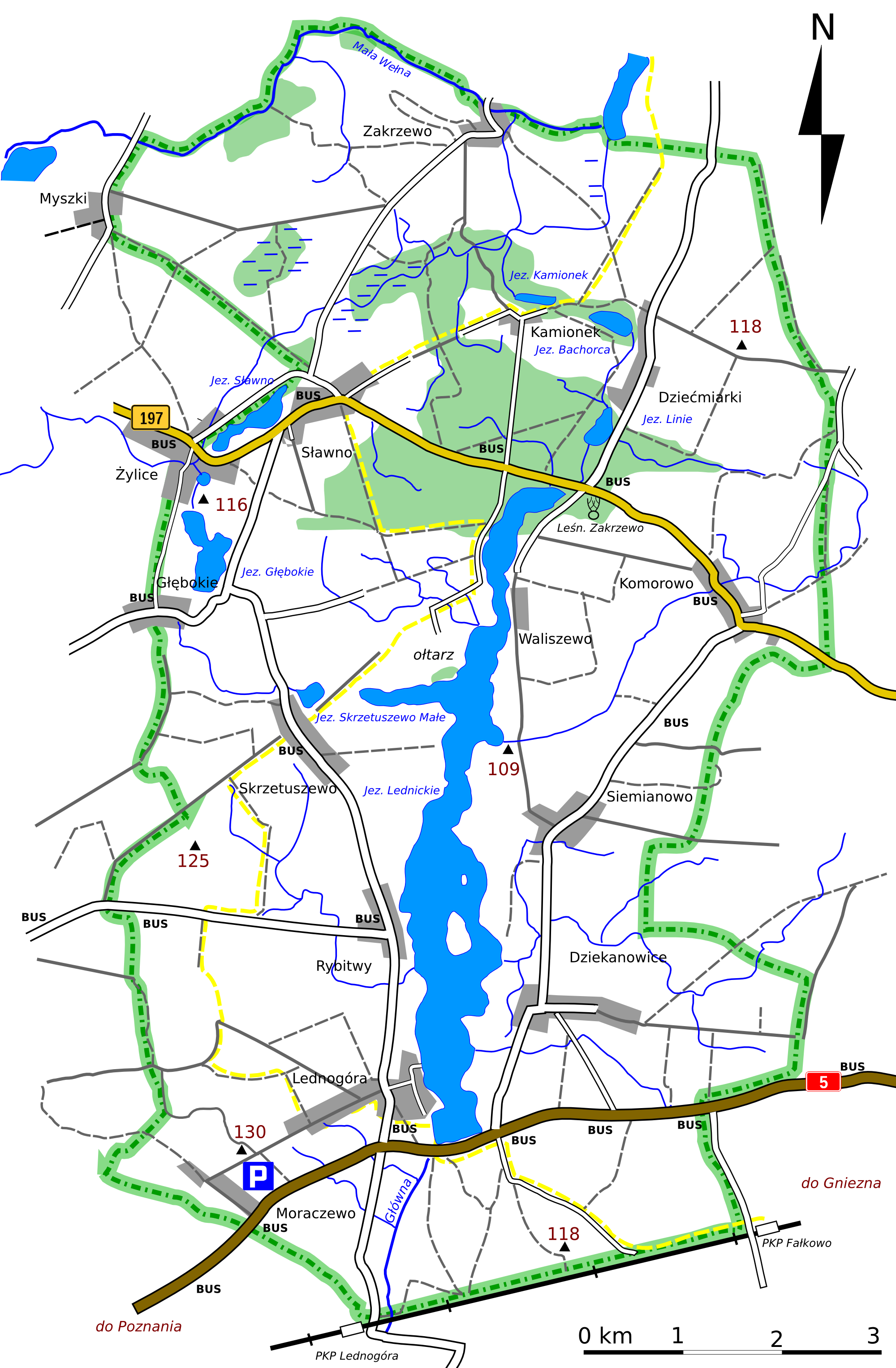
Mapa Lednickiego Parku Krajobrazowego

Od 1997 r. odbywają się na terenie wsi Imiołki na Polach Lednickich w wigilię zesłania Ducha Świętego spotkania młodzieży. Widocznym ich znakiem jest Brama III Tysiąclecia w kształcie ryby.
Wśród pozostałych atrakcji parku należy wymienić:
- Ruiny palatium i kaplicy z czasów Mieszka I na wyspie nad Jeziorem Lednickim, wchodzące w skład Muzeum Pierwszych Piastów.
- Nad brzegiem jeziora w Dziekanowicach utworzono Wielkopolski Park Etnograficzny (oddział Muzeum Pierwszych Piastów na Lednicy), gdzie turyści mogą zwiedzać typową XIX-wieczną wieś wielkopolską.
- Grupa 10 pomnikowych dębów przy drodze do Kamionek.
- Punkt widokowy na Wzgórzu Waliszewskim na południowy wschód od Waliszewa.
- Parki w Dziećmiarkach i Głębokiem.